# Chionaema pudens
Chionaema pudens là một loài bướm đêm thuộc phân họ Arctiinae, họ Erebidae.